# رومن مالیچ
رومن مالیچ (آلمانی: Roman Mählich؛ زادهٔ ۱۷ سپتامبر ۱۹۷۱) یک بازیکن فوتبال اهل اتریش است.
وی همچنین در تیم ملی فوتبال اتریش بازی کرده‌است.